# Herbert Richardson
Herbert Trenchard Richardson (25. november 1903 i Toronto – 17. januar 1982) var en canadisk roer som deltog i de olympiske lege 1928 i Amsterdam.
Richardson vandt en bronzemedalje i roning under Sommer-OL 1928 i Amsterdam. Han var med på den canadiske båd som kom på en tredjeplads i otter med styrmand efter USA og Storbritannien.
De andre på den canadiske otter var Frank Fiddes, John Hand, Frederick Hedges, Jack Murdoch, Athol Meech, Edgar Norris, William Ross og John Donnelly.